# Leuciris fimbrialis
Leuciris fimbrialis är en fjärilsart som beskrevs av Stoll 1790. Leuciris fimbrialis ingår i släktet Leuciris och familjen mätare. Inga underarter finns listade i Catalogue of Life.